# Калабовце
Калабовце е село в община Сурдулица, Пчински окръг, Сърбия. Според преброяването от 2011 г. населението му е 83 жители.

## Население
- 1948 – 136
- 1953 – 146
- 1961 – 136
- 1971 – 144
- 1981 – 147
- 1991 – 124
- 2002 – 102
- 2011 – 83

## Етнически състав
(2002)
- 100 (98,03%) – сърби
- 1 (0,98%) – българи
- 1 (0,98%) – македонци